# Buritizeiro (kommun)
Buritizeiro är en kommun i Brasilien.   Den ligger i delstaten Minas Gerais, i den sydöstra delen av landet, 300 km sydost om huvudstaden Brasília. Antalet invånare är 26 921.
Följande samhällen finns i Buritizeiro:
- Buritizeiro

Omgivningarna runt Buritizeiro är huvudsakligen savann. Trakten runt Buritizeiro är nära nog obefolkad, med mindre än två invånare per kvadratkilometer.